# Urophyllum elongatum
Urophyllum elongatum är en måreväxtart som först beskrevs av Pieter Willem Korthals, och fick sitt nu gällande namn av Friedrich Anton Wilhelm Miquel. Urophyllum elongatum ingår i släktet Urophyllum och familjen måreväxter. Inga underarter finns listade i Catalogue of Life.